# Pangshura
Pangshura es un género de tortugas de la familia Geoemydidae. Sus especies se distribuyen por Pakistán, la India, Nepal y Bangladés.

## Especies
Se reconocen las siguientes cuatro especies:
- Pangshura smithii (Gray, 1863)
- Pangshura sylhetensis Jerdon, 1870
- Pangshura tecta (Gray, 1830)
- Pangshura tentoria (Gray, 1834)